# Mincy
Mincy — метеорит-хондрит масою 88000 грам.